# Humalalahti - Pitkäjoen suu
Humalalahti - Pitkäjoen suu este o arie protejată (arie specială de conservare — SAC, sit de importanță comunitară — SCI, arie de protecție specială avifaunistică — SPA) din Finlanda întinsă pe o suprafață de 83 ha, integral pe uscat.

## Localizare
Centrul sitului Humalalahti - Pitkäjoen suu este situat la coordonatele 62°07′40″N 26°00′42″E / 62.1278°N 26.0117°E.

## Înființare
Situl Humalalahti - Pitkäjoen suu a fost declarat sit de importanță comunitară în august 1998 pentru a proteja 12 specii de animale. Alte tipuri de protecție:
- arie de protecție specială avifaunistică (în august 1998)[2]
- arie specială de conservare (în aprilie 2015)[1][3][4]

## Biodiversitate
Situată în ecoregiunea boreală, aria protejată conține 3 habitate naturale: Mlaștini turboase de tranziție și turbării mișcătoare, Păduri caducifoliate de mlaștină fino-scandinave, Păduri aluvionare cu Alnus glutinosa și Fraxinus excelsior (Alno-Padion, Alnion incanae, Salicion albae).
La baza desemnării sitului se află mai multe specii protejate de  păsări (12): stârc cenușiu (Ardea cinerea), rața moțată (Aythya fuligula), buhai de baltă (Botaurus stellaris), erete de stuf (Circus aeruginosus), lebădă de iarnă (Cygnus cygnus), vânturel roșu (Falco tinnunculus), cocor (Grus grus), codobatura galbenă (Motacilla flava), corcodel-cu-gât-roșu (Podiceps grisegena), cresteț pestriț (Porzana porzana), rață cârâitoare (Spatula querquedula), fluierar de mlaștină (Tringa glareola).
Pe lângă speciile protejate, pe teritoriul sitului au mai fost identificate 3 specii de plante, 9 specii de păsări.